# Епідемія сміху в Танганьїці
Епідемія сміху в Танганьїці — випадок масової психічної епідемії, який мав місце в 1962 році в Танганьїці (нині Танзанія).
Епідемія розпочалася 30 січня 1962 року в селі Кашаша, у жіночій школі-інтернаті, яку відкрила християнська місія. Три учениці почали безконтрольно сміятися і плакати, їхній сміх заразив 95 з 159 осіб віком від 12 до 18 років. Сміх тривав від кількох годин до 16 днів. На вчителів сміх не поширювався, але учениці не могли сконцентруватися на навчанні, через що 18 березня 1962 року школу тимчасово закрили. 21 травня заняття спробували відновити, але це не вдалося зробити (епідемія до того моменту вже вийшла за межі села).
Після закриття школи учнів відправили по домівках, і епідемія поширилася на сусіднє село Ншамба. У квітні і травні 217 осіб відчували напади сміху, більшість з них — діти та молодь. У червні сміхом заразилися 48 учениць середньої школи для дівчаток Рамашене (Ramashenye), що розташована поблизу міста Букоба.
На школу, в якій почалася епідемія, подали в суд. Безконтрольний сміх охопив деякою мірою всі школи Кашаші і сусіднього села. Епідемія закінчилася через 18 місяців після початку. Крім сміху, повідомлялося про супутні прояви: біль без локалізації, непритомність, проблеми з диханням, висип, приступи плачу і крики. Всього було закрито 14 шкіл, понад 1000 людей потрапили під дію епідемії.
Однією з можливих причин виникнення епідемії сміху називають поєднання поганих умов утримання школярок (незручні стільці, гуртожиток без вікон і суворість вчителів) і стрес від неможливості висловити протест; сміх був одним з простих способів поскаржитися на навколишню дійсність. Разом з тим у Середньовіччя відомі так звані епідемії раптових індивідуальних насильницьких дій на кшталт хореоманії, які без причин водночас охоплювали цілі групи, прошарки населення, навертаючи їх у звичайних умовах несвідомо танцювати, робити гримаси, викрутаси тощо. Часто це пов'язують саме зі стресом внаслідок очікування чогось страшного, що було частим у ті століття. Не виключають і розвиток ерготизму (харчове отруєння психоактивними речовинами природного походження).